# Tiakadougou-Dialakoro
Tiakadougou-Dialakoro is een gemeente (commune) in de regio Koulikoro in Mali. De gemeente telt 7700 inwoners (2009).
De gemeente bestaat uit de volgende plaatsen:
- Byaba
- Dialakoro
- Djiguinbaly
- Kamanéguéla
- Mandiéla
- Maniaka
- Nénéko
- Ouaramandinan
- Siramana